# Anabasis aretioides
Anabasis aretioides là loài thực vật có hoa thuộc họ Dền. Loài này được Moq. & Coss. ex Bunge mô tả khoa học đầu tiên năm 1862.